# Grand Prix-wegrace van Duitsland 1964
De Grand Prix-wegrace van Duitsland 1964 was de zevende Grand Prix van het wereldkampioenschap wegrace in het seizoen 1964. De races werden verreden op 18 en 19 juli op de Solitudering, een stratencircuit in het westelijk deel van Stuttgart. Alle klassen kwamen aan de start. De zijspanklasse sloot haar seizoen hier af, waardoor ook de wereldtitel beslist werd. Ook de wereldtitel in de 500cc-klasse werd hier beslist. 

## Algemeen
De Duitse Grand Prix werd overschaduwd door het ongeval van Karl Recktenwald in de 500cc-race. Hij werd het slachtoffer van de val van Walter Scheimann, die Recktenwald in zijn val meenam Recktenwald overleed in het ziekenhuis van Leonberg. De 250cc-klasse en de 350cc-klasse reden op zaterdag 18 juli, de overige klassen op zondag 19 juli. Tijdens de Solituderennen werd ook een race in de Formule 1 gereden. Die race telde niet mee voor het wereldkampioenschap en werd gewonnen voor Jim Clark (Lotus 25) voor John Surtees (Ferrari 158). Tijdens de 125cc-klasse raakte Hugh Anderson geblesseerd. In de 500cc-race debuteerde Klaus Enders, die later zesvoudig wereldkampioen zijspanrace zou worden.

## 500cc-klasse
Na zijn vijfde overwinning op rij was Mike Hailwood zeker van zijn wereldtitel. Jack Ahearn werd met een halve ronde achterstand tweede, voor Phil Read. Hailwood had nu al het maximale aantal van 40 punten, Read was tweede met 17 punten. 
| Pos | Coureur             | Merk      | Tijd      | Pnt |
| --- | ------------------- | --------- | --------- | --- |
| 1   | Mike Hailwood       | MV Agusta | 1:18"25'3 | 8   |
| 2   | Jack Ahearn         | Norton    | +2"38'2   | 6   |
| 3   | Phil Read           | Matchless | +2"39'1   | 4   |
| 4   | Gyula Marsovszky    | Matchless | +4"31'0   | 3   |
| 5   | Morrie Low          | Norton    | +1 ronde  | 2   |
| 6   | Fred Stevens        | Matchless | +1 ronde  | 1   |
| 7   | Klaus Enders        | Norton    |           |     |
| 8   | Dennis Fry          | Norton    |           |     |
| 9   | Lewis Young         | Matchless |           |     |
| 10  | Andreas Georgeades  | Matchless |           |     |
| 11  | Ken King            | Norton    |           |     |
| 12  | Maurice Hawthorne   | Norton    |           |     |
| 13  | Hans-Otto Butenuth  | BMW       |           |     |
| 14  | Hartmut Allner      | BMW       |           |     |
| 15  | Bosse Granath       | Matchless |           |     |
| 15  | Hans-Jürgen Melcher | Norton    |           |     |

| Coureur              | Merk      | Oorzaak |
| -------------------- | --------- | ------- |
| Rudolf Bergsleithner | Norton    |         |
| Jack Findlay         | Matchless |         |
| Raymond Bogaerdt     | Norton    |         |
| Gustav Havel         | Jawa      |         |
| Ernst Hiller         | Norton    |         |
| Heiner Butz          | Norton    |         |
| Karl Recktenwald     | Norton    | Val (†) |
| Lothar John          | Norton    |         |
| Manfred Gäckle       | Matchless |         |
| Manfred Zeller       | Norton    |         |
| Walter Scheimann     | Norton    | val     |
| Dan Shorey           | Norton    |         |
| Derek Woodman        | Matchless |         |
| Roy Robinson         | Norton    |         |
| Vernon Cottle        | Norton    |         |
| Sven-Olov Gunnarsson | Norton    |         |
| Paddy Driver         | Matchless |         |

| Coureur        | Merk    | Oorzaak |
| -------------- | ------- | ------- |
| Remo Venturi   | Bianchi |         |
| Alberto Pagani | Bianchi |         |

| Coureur              | Merk      | Oorzaak  |
| -------------------- | --------- | -------- |
| Benedicto Caldarella | Gilera    |          |
| Billy McCosh         | Matchless |          |
| Chris Conn           | Norton    |          |
| Derek Minter         | Norton    |          |
| Dick Creith          | Norton    | [ 1 ]    |
| Griff Jenkins        | Norton    | [ 2 ]    |
| John Hartle          | Norton    | Blessure |
| Rob Fitton           | Norton    |          |
| Nikolaj Sevast'ânov  | Vostok    |          |
| Buddy Parriott       | Norton    | [ 4 ]    |

### Top tien tussenstand 500cc-klasse
| Pos | Coureur          | Merk               | Pnt |                |
| --- | ---------------- | ------------------ | --- | -------------- |
| 1   | Mike Hailwood    | MV Agusta          | 40  | wereldkampioen |
| 2   | Phil Read        | Matchless          | 17  |                |
| 3   | Jack Ahearn      | Norton             | 12  |                |
| 4   | Paddy Driver     | Matchless          | 10  |                |
| 5   | Fred Stevens     | Matchless          | 7   |                |
| 6   | Derek Minter     | Norton             | 6   |                |
| 6   | Remo Venturi     | Bianchi            | 6   |                |
| 8   | John Hartle      | Norton             | 4   |                |
| 8   | Derek Woodman    | Matchless          | 4   |                |
| 10  | Mike Duff        | Norton / Matchless | 3   |                |
| 10  | Gyula Marsovszky | Matchless          | 3   |                |

## 350cc-klasse
Jim Redman won zijn derde GP op rij. Van concurrentie was al geen sprake meer, omdat steeds een andere tegenstander tweede werd. Nu was dat Redman's protegé Bruce Beale, die niet beschikte over een Honda RC 172-fabrieksracer, maar met een Honda CR 77-productieracer reed. Daar bleef hij Mike Duff (AJS 7R) en Gilberto Milani (Aermacchi Ala d'Oro 350) 2½ minuut mee voor.
| Pos | Coureur         | Merk      | Tijd      | Pnt |
| --- | --------------- | --------- | --------- | --- |
| 1   | Jim Redman      | Honda     | 1:02"47'5 | 8   |
| 2   | Bruce Beale     | Honda     | +59'9     | 6   |
| 3   | Mike Duff       | AJS       | +3"28'9   | 4   |
| 4   | Gilberto Milani | Aermacchi | +3"30'5   | 3   |
| 5   | Paddy Driver    | AJS       | +3"31'9   | 2   |
| 6   | Vernon Cottle   | AJS       | +4"09'4   | 1   |
| 7   | Derek Woodman   | AJS       | +4"21'6   |     |

| Coureur           | Merk      |
| ----------------- | --------- |
| Gustav Havel      | Jawa      |
| Stanislav Malina  | CZ        |
| Alan Shepherd     | MZ        |
| Chris Conn        | Norton    |
| Derek Minter      | Norton    |
| Fred Stevens      | AJS       |
| Jack Ahearn       | Norton    |
| Joe Dunphy        | Norton    |
| Mike Hailwood     | MV Agusta |
| Phil Read         | AJS       |
| Remo Venturi      | Bianchi   |
| Renzo Pasolini    | Aermacchi |
| Isamu Kasuya      | Honda     |
| Isao Yamashita    | Honda     |
| Kuniomi Nagamatsu | Honda     |
| Endel Kiisa       | Vostok    |

### Top tien tussenstand 350cc-klasse
| Pos | Coureur         | Merk      | Pnt |
| --- | --------------- | --------- | --- |
| 1   | Jim Redman      | Honda     | 24  |
| 2   | Mike Duff       | AJS       | 10  |
| 3   | Mike Hailwood   | MV Agusta | 6   |
| 3   | Phil Read       | AJS       | 6   |
| 3   | Bruce Beale     | Honda     | 6   |
| 6   | Paddy Driver    | AJS       | 5   |
| 7   | Derek Minter    | Norton    | 4   |
| 7   | Remo Venturi    | Bianchi   | 4   |
| 9   | Gilberto Milani | Aermacchi | 3   |
| 10  | Derek Woodman   | AJS       | 2   |

## 250cc-klasse
Bij zijn eerste buitenlandse optreden reed Giacomo Agostini met zijn Moto Morini 250 Bialbero de snelste trainingstijd, maar in de race ging het tussen Phil Read (Yamaha RD 56) en Jim Redman (Honda RC 164). Read won met drie seconden voorsprong. Mike Duff werd met de tweede RD 56 derde, voor Agostini.
| Pos | Coureur           | Merk    | Tijd    | Pnt |
| --- | ----------------- | ------- | ------- | --- |
| 1   | Phil Read         | Yamaha  | 48"16'4 | 8   |
| 2   | Jim Redman        | Honda   | +3'1    | 6   |
| 3   | Mike Duff         | Yamaha  | +9'8    | 4   |
| 4   | Giacomo Agostini  | Morini  | +35'1   | 3   |
| 5   | Tarquinio Provini | Benelli | +52'9   | 2   |
| 6   | Luigi Taveri      | Honda   | +2"31'9 | 1   |

| Coureur        | Merk    | Oorzaak |
| -------------- | ------- | ------- |
| Ron Grant      | Parilla | [ 4 ]   |
| Hugh Anderson  | Suzuki  |         |
| Bo Gehring     | Bultaco | [ 4 ]   |
| George Rockett | Ducati  | [ 4 ]   |
| Douglas Brown  | Ducati  | [ 4 ]   |

| Coureur          | Merk      |
| ---------------- | --------- |
| Bert Schneider   | Suzuki    |
| Ernst Weiss      | Honda     |
| Stanislav Malina | CZ        |
| Wolfgang Gast    | MZ        |
| Jorge Sirera     | Montesa   |
| Roger Mailles    | Morini    |
| Alan Shepherd    | MZ        |
| Clive Hunt       | Aermacchi |
| Joe Dunphy       | Greeves   |
| Mike Hailwood    | MZ        |
| Ralph Bryans     | Honda     |
| Roy Boughey      | Yamaha    |
| Tommy Robb       | Yamaha    |
| Alberto Pagani   | Paton     |
| Gilberto Milani  | Aermacchi |
| Hiroshi Hasegawa | Yamaha    |
| Isamu Kasuya     | Honda     |
| Bruce Beale      | Honda     |

### Top tien tussenstand 250cc-klasse
| Pos | Coureur           | Merk    | Pnt |
| --- | ----------------- | ------- | --- |
| 1   | Jim Redman        | Honda   | 34  |
| 2   | Phil Read         | Yamaha  | 26  |
| 3   | Alan Shepherd     | MZ      | 18  |
| 4   | Tarquinio Provini | Benelli | 15  |
| 5   | Mike Duff         | Yamaha  | 14  |
| 6   | Tommy Robb        | Yamaha  | 7   |
| 6   | Luigi Taveri      | Honda   | 7   |
| 8   | Ron Grant         | Parilla | 6   |
| 9   | Bo Gehring        | Bultaco | 4   |
| 9   | Bert Schneider    | Suzuki  | 4   |
| 9   | Alberto Pagani    | Paton   | 4   |
| 9   | Isamu Kasuya      | Honda   | 4   |

## 125cc-klasse
Luigi Taveri was hersteld van de blessure die hij tijdens de TT van Assen had opgelopen, maar hij kon niet voorkomen dat zijn teamgenoot Jim Redman met overmacht de Duitse Grand Prix won. Taveri werd wel tweede met een grote voorsprong op Walter Scheimann, die met zijn Honda CR 93-productieracer sneller was dan Bert Schneider met de fabrieks-Suzuki RT 64. 
| Pos | Coureur          | Merk   | Tijd     | Pnt |
| --- | ---------------- | ------ | -------- | --- |
| 1   | Jim Redman       | Honda  | 45"42'9  | 8   |
| 2   | Luigi Taveri     | Honda  | +52'8    | 6   |
| 3   | Walter Scheimann | Honda  | +4"33'8  | 4   |
| 4   | Bert Schneider   | Suzuki | +4"34'7  | 3   |
| 5   | Richard Thomas   | Honda  | +5"44'9  | 2   |
| 6   | Peter Eser       | Honda  | +1 ronde | 1   |

| Coureur       | Merk   | Oorzaak |
| ------------- | ------ | ------- |
| Hugh Anderson | Suzuki | Val     |

| Coureur             | Merk   | Oorzaak   |
| ------------------- | ------ | --------- |
| Roland Föll (†)     | Honda  | Overleden |
| Ernst Degner        | Suzuki | Blessure  |
| Kunimitsu Takahashi | Honda  | Gestopt   |

| Coureur              | Merk    |
| -------------------- | ------- |
| Frank Perris         | Suzuki  |
| Stanislav Malina     | CZ      |
| Dieter Krumpholz     | MZ      |
| Friedhelm Kohlar     | MZ      |
| Heinz Rosner         | MZ      |
| Klaus Enderlein      | MZ      |
| Ramón Torras         | Bultaco |
| Jean-Pierre Beltoise | Bultaco |
| Chris Vincent        | Honda   |
| Gary Dickinson       | Honda   |
| Phil Read            | Yamaha  |
| Ralph Bryans         | Honda   |
| Rex Avery            | EMC     |
| Akiyasu Motohashi    | Yamaha  |
| Hironori Matsushima  | Yamaha  |
| Isao Morishita       | Suzuki  |
| Mitsuo Itoh          | Suzuki  |
| Teisuke Tanaka       | Suzuki  |
| Yoshimi Katayama     | Suzuki  |
| Bruce Beale          | Honda   |

### Top tien tussenstand 125cc-klasse
| Pos | Coureur              | Merk    | Pnt |
| --- | -------------------- | ------- | --- |
| 1   | Luigi Taveri         | Honda   | 30  |
| 2   | Jim Redman           | Honda   | 28  |
| 3   | Bert Schneider       | Suzuki  | 19  |
| 4   | Hugh Anderson        | Suzuki  | 12  |
| 5   | Ralph Bryans         | Honda   | 8   |
| 6   | Mitsuo Itoh          | Suzuki  | 6   |
| 6   | Phil Read            | Yamaha  | 6   |
| 6   | Walter Scheimann     | Honda   | 6   |
| 9   | Frank Perris         | Suzuki  | 5   |
| 10  | Rex Avery            | EMC     | 4   |
| 10  | Jean-Pierre Beltoise | Bultaco | 4   |

## 50cc-klasse
Hugh Anderson kon door een blessure niet starten, maar de schade bleef beperkt omdat zijn grootste concurrent Hans Georg Anscheidt slechts vierde werd. Ralph Bryans reed de Honda RC 113-tweecilinder naar de overwinning, voor de Suzuki RM 64's van Isao Morishita en Mitsuo Itoh.
| Pos | Coureur              | Merk     | Tijd     | Pnt |
| --- | -------------------- | -------- | -------- | --- |
| 1   | Ralph Bryans         | Honda    | 51"22'1  | 8   |
| 2   | Isao Morishita       | Suzuki   | +1"31'7  | 6   |
| 3   | Mitsuo Itoh          | Suzuki   | +1"57'9  | 4   |
| 4   | Hans Georg Anscheidt | Kreidler | +3"00'0  | 3   |
| 5   | Peter Eser           | Honda    | +1 ronde | 2   |
| 6   | Albert Beirle        | Kreidler | +1 ronde | 1   |

| Coureur       | Merk   | Oorzaak  |
| ------------- | ------ | -------- |
| Hugh Anderson | Suzuki | Blessure |

| Coureur   | Merk   | Oorzaak |
| --------- | ------ | ------- |
| Lee Allen | Ducati | [ 4 ]   |

| Coureur              | Merk     |
| -------------------- | -------- |
| Luigi Taveri         | Kreidler |
| Rudolf Kunz          | Kreidler |
| Ángel Nieto          | Derbi    |
| José Maria Busquets  | Derbi    |
| Jean-Pierre Beltoise | Kreidler |
| Charlie Mates        | Honda    |
| Tarquinio Provini    | Kreidler |
| Naomi Taniguchi      | Honda    |
| Cees van Dongen      | Kreidler |

### Top tien tussenstand 50cc-klasse
| Pos | Coureur              | Merk     | Pnt     |
| --- | -------------------- | -------- | ------- |
| 1   | Hugh Anderson        | Suzuki   | 34      |
| 2   | Ralph Bryans         | Honda    | 30      |
| 3   | Hans Georg Anscheidt | Kreidler | 26 (32) |
| 4   | Isao Morishita       | Suzuki   | 25 (29) |
| 5   | Mitsuo Itoh          | Suzuki   | 19 (21) |
| 6   | Jean-Pierre Beltoise | Kreidler | 6       |
| 7   | José Maria Busquets  | Derbi    | 3       |
| 8   | Ángel Nieto          | Derbi    | 2       |
| 8   | Cees van Dongen      | Kreidler | 2       |
| 8   | Peter Eser           | Honda    | 2       |

## Zijspanklasse
Als Fritz Scheidegger de Duitse Grand Prix zou winnen, kon hij nog wereldkampioen worden, vooropgesteld dat Max Deubel niet verder zou komen dan de vierde plaats. Dat gebeurde echter niet: Deubel werd tweede en evenaarde daarmee het record van Eric Oliver: vier wereldtitels. 
| Pos | Coureur           | Bakkenist        | Merk | Tijd    | Pnt |
| --- | ----------------- | ---------------- | ---- | ------- | --- |
| 1   | Fritz Scheidegger | John Robinson    | BMW  | 43"44'3 | 8   |
| 2   | Max Deubel        | Emil Hörner      | BMW  | +8'2    | 6   |
| 3   | Georg Auerbacher  | Beno Heim        | BMW  | +46'5   | 4   |
| 4   | Arsenius Butscher | Wolfgang Kalauch | BMW  |         | 3   |
| 5   | August Wolf       | Werner Zielaff   | BMW  |         | 2   |
| 6   | Gert Selbmann     | Rolf Müller      | BMW  |         | 1   |

| Coureur           | Bakkenist                       | Merk    |
| ----------------- | ------------------------------- | ------- |
| Florian Camathias | Roland Föll (†) / Alfred Herzig | Gilera  |
| Ludwig Hahn       | Heinz Schäfer / Ralf Engelhardt | BMW     |
| Otto Kölle        | Dieter Hess / Heinz Marquardt   | BMW     |
| Joseph Duhem      | François Fernandez              | BMW     |
| Chris Vincent     | Keith Scott / Eddie Bulgin      | BMW     |
| Colin Seeley      | Wally Rawlings                  | FCS     |
| Pip Harris        | Ray Campbell                    | BMW     |
| Terry Vinicombe   | Gary Golder                     | Triumph |
| Tony Jackson      | Peter Hartill                   | BMW     |

### Top tien eindstand zijspanklasse
| Pos. | Coureur           | Bakkenist                                | Motorfiets | Pnt.    |
| ---- | ----------------- | ---------------------------------------- | ---------- | ------- |
| 1    | Max Deubel        | Emil Hörner / Barry Dungsworth           | BMW        | 28 (34) |
| 2    | Fritz Scheidegger | John Robinson                            | BMW        | 26      |
| 3    | Colin Seeley      | Wally Rawlings                           | FCS        | 17      |
| 4    | Georg Auerbacher  | Beno Heim                                | BMW        | 16 (21) |
| 5    | Otto Kölle        | Dieter Hess / Heinz Marquardt            | BMW        | 10      |
| 6    | Arsenius Butscher | Wolfgang Kalauch                         | BMW        | 9       |
| 7    | Florian Camathias | Roland Föll (†) / Alfred Herzig          | Gilera     | 8       |
| 8    | Chris Vincent     | Keith Scott / Eddie Bulgin / Lewis Young | BMW        | 8       |
| 9    | Pip Harris        | Ray Campbell                             | BMW        | 3       |
| 10   | Terry Vinicombe   | Gary Golder                              | Triumph    | 2       |
| 10   | August Wolf       | Werner Zielaff                           | BMW        | 2       |

1925 · 1926 · 1927 · 1928 · 1929 · 1930 · 1931 · 1933 · 1934 · 1935 · 1936 · 1937 · 1938 · 1939 · 1949 · 1950 · 1951 · 1952 · 1953 · 1954 · 1955 · 1956 · 1957 · 1958 · 1959 · 1960 · 1961 · 1962 · 1963 · 1964 · 1965 · 1966 · 1967 · 1968 · 1969 · 1970 · 1971 · 1972 · 1973 · 1974 · 1975 · 1976 · 1977 · 1978 · 1979 · 1980 · 1981 · 1982 · 1983 · 1984 · 1985 · 1986 · 1987 · 1988 · 1989 · 1990 · 1991 · 1992 · 1993 · 1994 · 1995 · 1996 · 1997 · 1998 · 1999 · 2000 · 2001 · 2002 · 2003 · 2004 · 2005 · 2006 · 2007 · 2008 · 2009 · 2010 · 2011 · 2012 · 2013 · 2014 · 2015 · 2016 · 2017 · 2018 · 2019 · 2021 · 2022 · 2023 · 2024 · 2025